# Östergötlands runinskrifter 245
Östergötlands runinskrifter 245 är en medeltida runinskrift i Östra Eneby kyrka i Norrköping. Den är belägen högt uppe på den södra väggen i den äldsta delen av kyrkan. När valv slogs där på 1300-talet hamnade inskriften ovanför dessa, varför man idag finner den på kyrkans vind. Intill finns också rester av andra väggmålningar från 1200-talet.
De medeltida runorna är målade på väggens puts med blågrå färg. På längden mäter inskriften 58 cm. Den har omfattande skador och saknar säkerställd tolkning.

## Translitterering
En translitterering av inskriften har följande lydelse:
-(u)þ (b)a- -i(k)o ufæ=r

(Bindestreck markerar här oidentifierbar runa; parenteser runt en bokstav markerar att tolkningen inte är säker.)

## Översättning
Enligt Östergötlands runinskrifter är en tänkbar betydelse "Gud hade överseende med dig".